# Sikandar Raza
Sikandar Raza Butt (nacido el 24 de abril de 1986) es un jugador de críquet internacional Zimbabuense nacido en Pakistán. Raza fue nombrado capitán suplente en el segundo T20I durante la gira India de Zimbabue en 2015. Antes de esto, fue capitán cuatro veces para Mash Eagles en cricket nacional en 2012. Lideró a Zimbabue en su primera victoria de la gira por 10 carreras. El 22 de julio de 2021. Zimbabue nombró a un joven equipo para enfrentar a Bangladés, Raza nombrado como capitán de Bangladés en Twenty20. En febrero de 2018, el Consejo Internacional de Críquet (ICC) nombró a Raza como uno de los diez jugadores a seguir antes del torneo Clasificatorio para la Copa Mundial de Críquet 2018.

## Carrera internacional
El 3 de mayo de 2013, Raza hizo su debut en One Day International para Zimbabue y Bangladés. El 11 de mayo de 2013, hizo su debut en Twenty20 contra Bangladés. El 3 de septiembre de 2013, Raza hizo su debut en Test Cricket contra Pakistán.
En enero de 2020, en el segundo Test Cricket contra Sri Lanka, Raza obtuvo las segundas mejores cifras de bolos en una entrada para un jugador de bolos de Zimbabue en Test Cricket, con 7 de 113 de 43 overs. El 6 de marzo de 2020, en el tercer partido contra Bangladés, Raza jugó su partido número 100 de One Day International.